# 坂本龍馬之像
坂本龍馬之像（さかもとりょうまのぞう）は長崎市の風頭公園内にある坂本龍馬の銅像。
制作者は長崎県西彼杵郡高島町（現長崎市）出身の彫刻家、山崎和國。「龍馬の銅像建つうで会（現長崎龍馬会）」の活動により、1989年5月21日に建てられた（「建つうで」とは長崎弁で「建てよう」の意）。 制作期間は約7ヶ月。
本銅像は当初、かつて日本有数の賑わいを見せた花街、丸山に位置する丸山公園に設置する予定だったが、自治会の反対に遭い計画は頓挫、建立予定日は延期された。その後、長崎市と亀山社中地域の自治会の協力により、長崎市中心部を一望できる風頭公園に設置された。

## 所在地
長崎市伊良林3-565 